# Шурга (Шордурское сельское поселение)
Шурга (мар. Шӱргӧ) — деревня в Моркинском районе Республики Марий Эл. Входит в состав Семисолинского сельского поселения.

## География
Находится в юго-восточной части республики Марий Эл на расстоянии приблизительно 17 км по прямой на север от районного центра посёлка Морки.

## История
Известна с 1700 года. В 1795 году во втором выселке Шургиял (деревни Малой Бигишни) находились 7 дворов. В 1859 году в околотке Шургиял было 12 дворов, 88 жителей. В 1886 году в выселке Шурга Моркинской волости числилось 22 двора, 125 жителей, большинство мари. В начале XX века здесь было 23 двора, 120 жителей. В 1924 в деревне проживало 172 человека. В 1932 году здесь проживали 168 человек, большинство мари, в 1959 году 185 жителей и 39 домов. В 2004 году оставалось 16 хозяйств. В советское время работали колхозы «Сеныше», им. Кирова, промартель им. Молотова, порошковый завод «Ашнак».

## Население
Население составляло 50 человек (мари 100 %) в 2002 году, 30 в 2010.